# Carter Sisters
Carter Sisters (Ка́ртер Си́стерс) — американская музыкальная группа, состоявшая из сестёр Хелен, Джун и Аниты Картер — трёх дочерей бывшей участницы семейной музыкальной группы Carter Family Мейбелль Картер (причём Мейбелль также часто выступала с Carter Sisters вместе).
Была основана во время Второй мировой войны и продолжала записываться и выступать вплоть до 1990-х годов.
После смерти участника Carter Family Эй Пи Картера (в 1960 году) Мейбелль и Carter Sisters стали использовать название «Carter Family».
Надо сказать, что дочери Мейбелль выступали и с оригинальной группой Carter Family до того, как в 1943 году она распалась. (Причём старшие две начали выступать с ней ещё в 1930-х годах.) После того, как в 1943 году группа Carter Family официально распалась, Маейбелль и создала группу Mother Maybelle & the Carter Sisters, построенную, как пишет музыкальный сайт AllMusic, «вокруг музицирования Хелен, лид-вокала Аниты и общительного, комического поведения Джун на сцене».

## Состав
- Хелен Картер[англ.] (1927—1998) — аккордеон, гитара, автоарфа
- Джун Картер (1929—2003) — автоарфа
- Анита Картер[англ.] (1933—1999) — контрабас[1]

## Дискография
- См. «The Carter Sisters § Discography» в английском разделе.